# Lot-et-Garonne
Lot-et-Garonne (47) is een Frans departement, gelegen in de regio Nouvelle-Aquitaine.

## Geschiedenis
Het departement was een van de 83 departementen die werden gecreëerd tijdens de Franse Revolutie, op 4 maart 1790 door uitvoering van de wet van 22 december 1789, uitgaande van de provincies Guyenne en Gascogne. In het zuidoosten heeft Lot-et-Garonne in 1808 ten behoeve van het aanmaken van het departement Tarn-et-Garonne enkele kantons afgestaan.  Het departement was onderdeel van de regio Aquitaine tot die op 1 januari 2016 werd opgeheven.

## Geografie
Lot-et-Garonne maakt deel uit van de regio Nouvelle-Aquitaine. Het wordt begrensd door de departementen Lot, Tarn-et-Garonne, Gers, Landes, Gironde en Dordogne.
Lot-et-Garonne bestaat uit vier arrondissementen:
- Agen
- Marmande
- Villeneuve-sur-Lot
- Nérac

Lot-et-Garonne bestaat uit 21 kantons:
- Kantons van Lot-et-Garonne.

Lot-et-Garonne bestaat uit 319 gemeenten:
- Lijst van gemeenten in het departement Lot-et-Garonne

## Demografie
De inwoners van Lot-et-Garonne heten Lot-et-Garonnais.

### Demografische evolutie sinds 1962
| Naam           | Index 1962 | Index 1968 | Index 1975 | Index 1982 | Index 1990 | Index 1999 | Index 2008 | Index 2019 |
| -------------- | ---------- | ---------- | ---------- | ---------- | ---------- | ---------- | ---------- | ---------- |
| Lot-et-Garonne | 100,0      | 105,7      | 106,4      | 108,5      | 111,3      | 111,0      | 118,7      | 120,4      |
| Frankrijk*     | 100,0      | 107,1      | 113,3      | 117,0      | 121,9      | 126,0      | 133,8      | 140,1      |

| Naam           | Inw./Km² 1962 | Inw./km² 1968 | Inw./km² 1975 | Inw./km² 1982 | Inw./km² 1990 | Inw./km² 1999 | Inw./km² 2008 | Inw./km² 2019 |
| -------------- | ------------- | ------------- | ------------- | ------------- | ------------- | ------------- | ------------- | ------------- |
| Lot-et-Garonne | 51,3          | 54,2          | 54,6          | 55,7          | 57,1          | 57,0          | 60,9          | 61,8          |
| Frankrijk*     | 84,2          | 90,1          | 95,4          | 98,5          | 102,7         | 106,1         | 112,7         | 119,7         |

Frankrijk* = exclusief overzeese gebieden
Bron: Recensement Populaire INSEE - 1962 tot 1999 population sans doubles comptes, nadien Population Municipale
Op 1 januari 2022 had Lot-et-Garonne 332.226 inwoners.

### De 10 grootste gemeenten in het departement
| Nr. | Gemeente               | Aantal inwoners (2022) |
| --- | ---------------------- | ---------------------- |
| 1   | Agen                   | 32.192                 |
| 2   | Villeneuve-sur-Lot     | 22.004                 |
| 3   | Marmande               | 17.361                 |
| 4   | Tonneins               | 9.461                  |
| 5   | Le Passage             | 9.360                  |
| 6   | Nérac                  | 6.937                  |
| 7   | Sainte-Livrade-sur-Lot | 6.518                  |
| 8   | Bon-Encontre           | 6.386                  |
| 9   | Boé                    | 5.784                  |
| 10  | Foulayronnes           | 5.480                  |

## Afbeeldingen

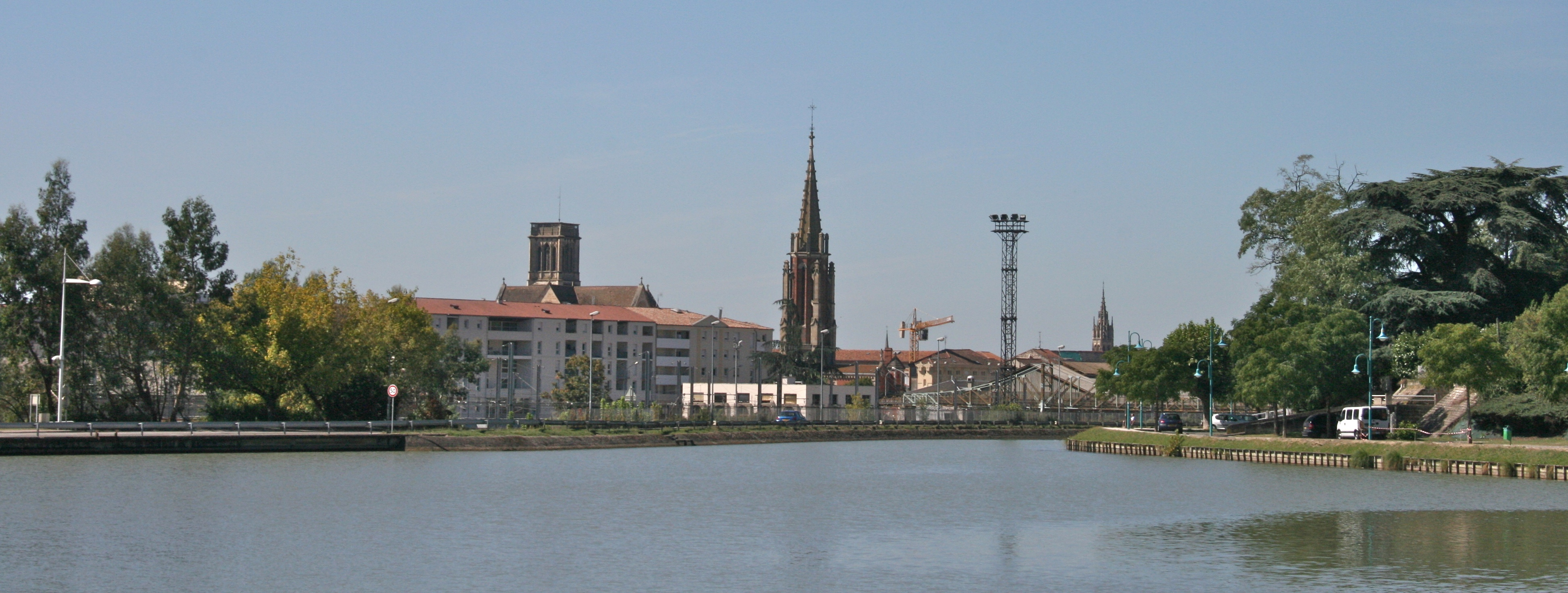
Agen
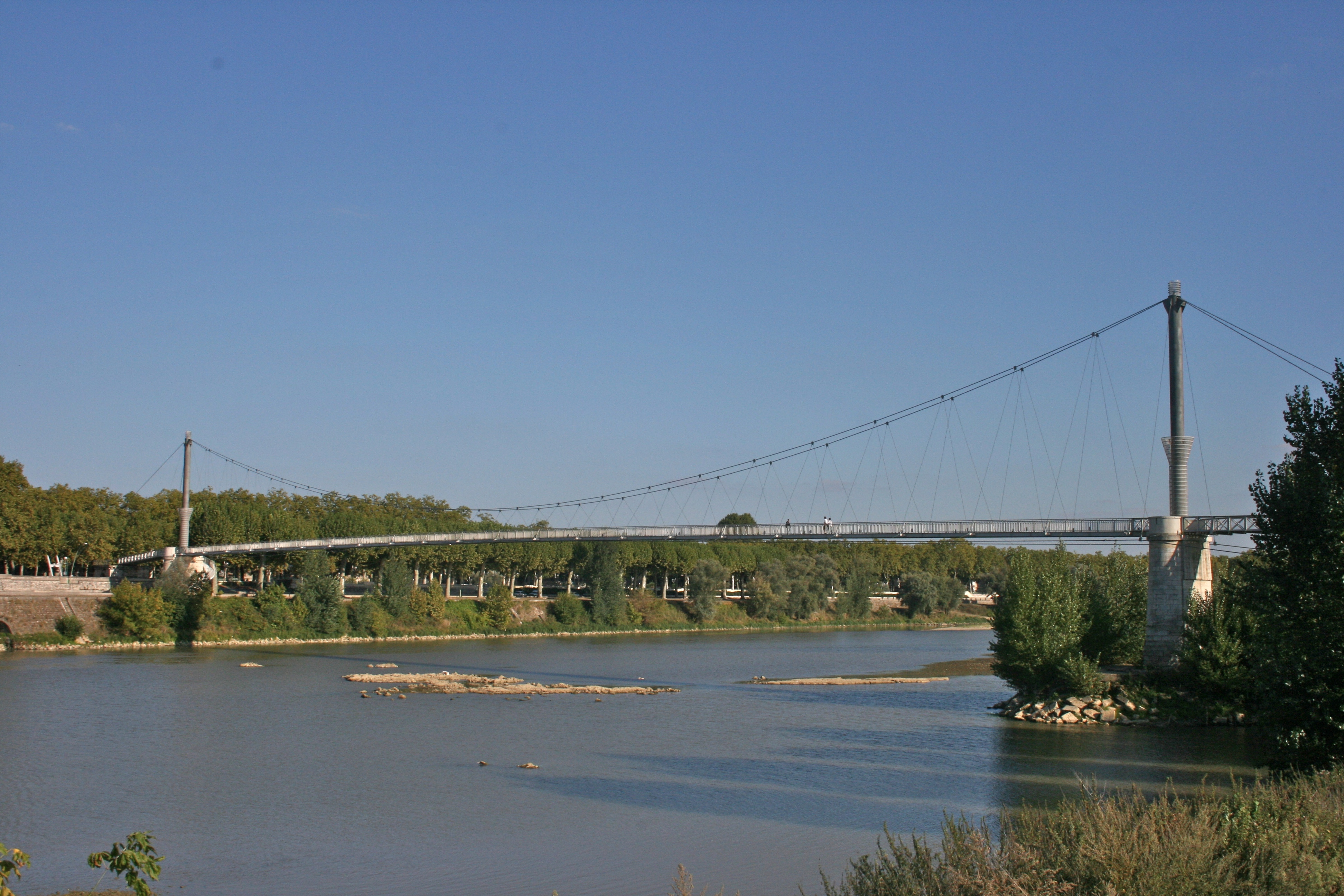
De Garonne bij Agen